# Dilip Kumar

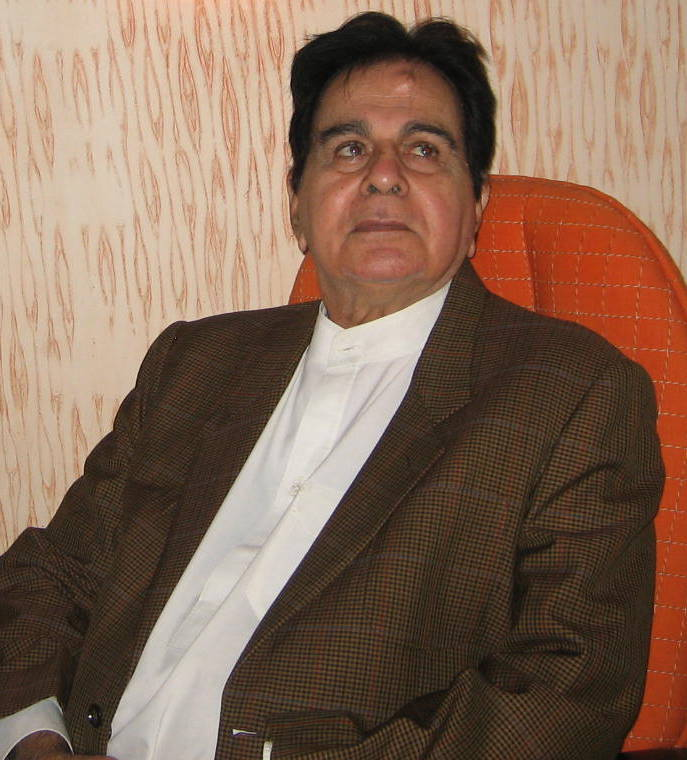
Dilip Kumar (2006)

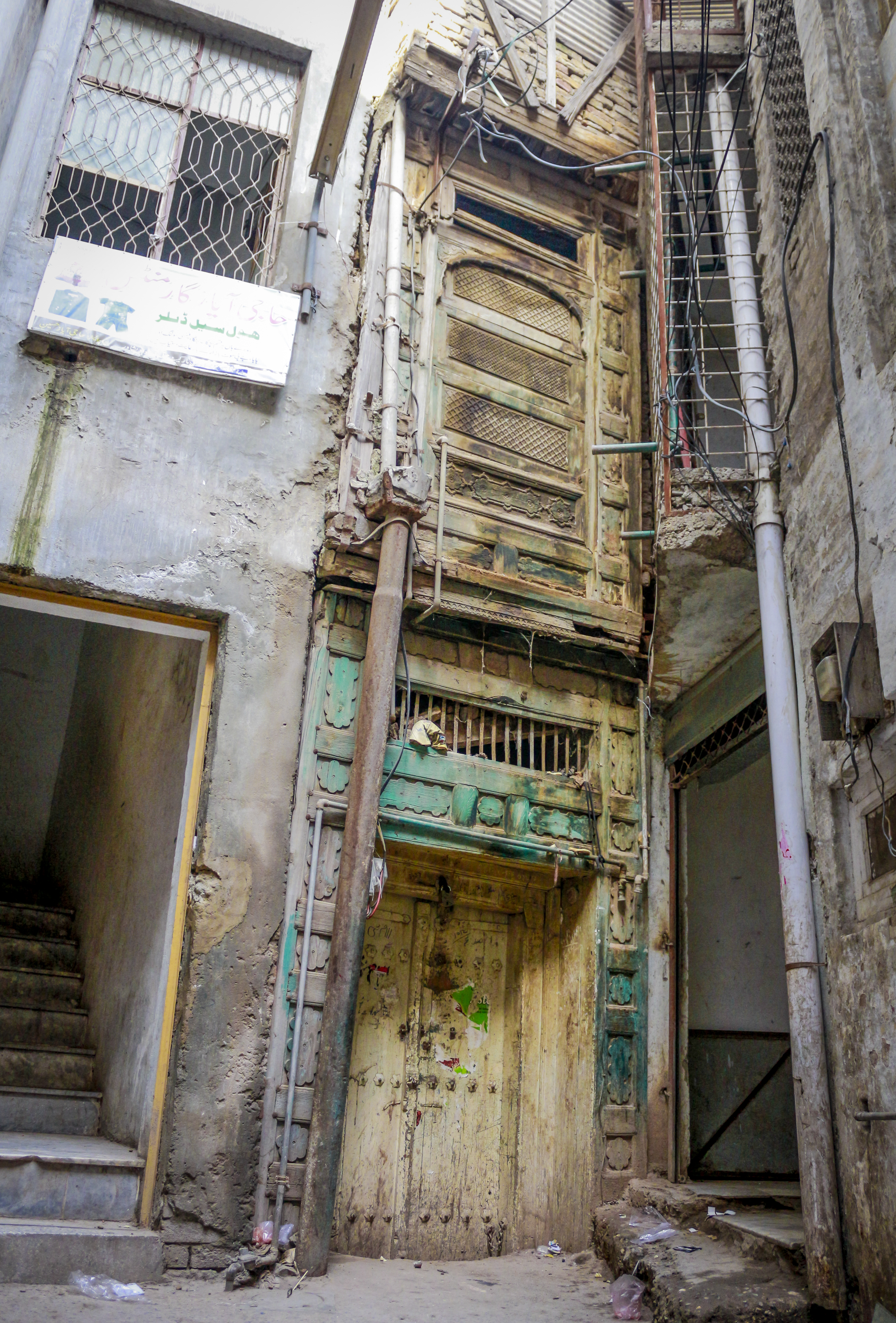
Geburtshaus Dilip Kumars in Peschawar (nationales Denkmal)

Dilip Kumar (Hindi दिलीप कुमार Dilīp Kumār; * 11. Dezember 1922 in Peschawar; † 7. Juli 2021 in Mumbai, bürgerlicher Name: Yusuf Khan) war ein indischer Filmschauspieler. Zwischen 1944 und 1998 spielte er in insgesamt rund 65 Kinofilmen; er galt als eine der großen Filmlegenden seines Landes.

## Leben und Werk
Kumar wuchs gemeinsam mit seinen elf Geschwistern in Maharashtra auf. 1944 arbeitete er als Kellner in Pune und als Obsthändler in Mumbai, als er von Devika Rani entdeckt wurde. Er gab im selben Jahr sein Filmdebüt in Amiya Chakravartys Jwar Bhata. Dilip Kumar spielte einen unglücklichen Liebhaber, eine Rolle, die er aufgrund seines überzeugenden Spiels wieder und wieder verkörperte. 1949 feierte Kumar in dieser Rolle einen ersten großen Erfolg in Mehboob Khans Film Andaz (gemeinsam mit Nargis und Raj Kapoor) und 1955 in Devdas von Bimal Roy.
Dilip Kumar zählte neben seinen Kollegen Raj Kapoor und Dev Anand zu den wichtigsten Stars des Hindi-Urdu-Films der 1950er und 1960er Jahre. Mit dem Film Mughal-e-Azam (1960), in dem er Jahangir – den Sohn Akbars (dieser dargestellt von Prithviraj Kapoor) – spielte, hatte er erneut einen Riesenerfolg und stand auf dem Höhepunkt seiner Karriere. Dicht darauf folgte 1961 sein nächster Blockbuster Ganga Jamuna. Bekannt war Kumar, der als einer der ersten indischen Method Actor galt, insbesondere für seine tragischen und dramatischen Rollen, weshalb er den Spitznamen „The Tragedy King“ erhielt.
Ab den 1970er-Jahren bis zu seinem letzten Film 1998 trat er seltener vor die Kamera. 1982 spielte er in dem Film Shakti von Ramesh Sippy gemeinsam mit dem neuen Star Amitabh Bachchan, der seinen Sohn spielt. Kumar gewann für seine Rolle einen Filmfare Award.
Ab 2000 war Kumar Mitglied des Oberhauses im Indischen Parlament. Er war von 1966 bis zu seinem Tod mit der Schauspielerin Saira Banu (* 1944) verheiratet. Dilip Kumar starb im Juli 2021 im Alter von 98 Jahren nach längerer Krankheit.

## Auszeichnungen
1995 erhielt Dilip Kumar den höchsten indischen Preis für Filmschaffende, den Dadasaheb Phalke Award. Er wird als „König der Tragödie“ des indischen Films bezeichnet und wurde achtfacher Preisträger des Filmfare Award als Bester Hauptdarsteller und auch mit dem Filmfare Award für das Lebenswerk ausgezeichnet. 1998 wurde ihm als erst zweitem Inder der höchste Zivilorden Pakistans, der Nishan-e-Imtiaz, verliehen. 2015 wurde er mit dem Padma Vibhushan ausgezeichnet.

## Filmografie (Auswahl)
- 1944: Jwar Bhata
- 1948: Nadiya Ke Paar
- 1948: Shaheed
- 1949: Andaz
- 1951: Deedar

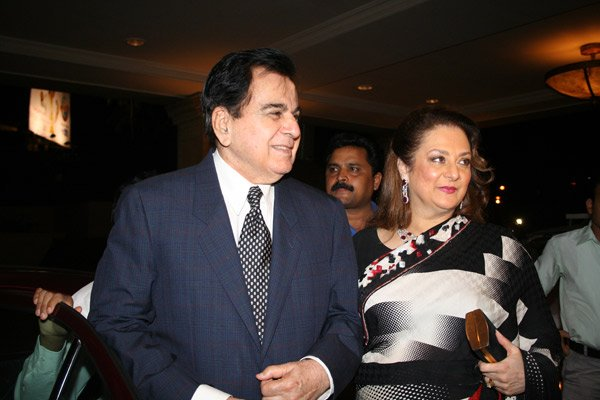
Dilip Kumar mit seiner Ehefrau, der Schauspielerin Saira Banu (2007)

- 1952: Mangala – Indische Liebe und Leidenschaft (Aan)
- 1952: Daag
- 1954: Amar
- 1955: Devdas
- 1955: Azaad
- 1957: Naya Daur
- 1958: Madhumati
- 1958: Yahudi
- 1960: Mughal-e-Azam
- 1960: Kohinoor
- 1961: Gunga Jumna – Der Kampf der Brüder (Gunga Jumna) (auch Drehbuchautor und Produzent)
- 1964: Leader (auch Drehbuchautor)
- 1967: Ram Aur Shyam
- 1968: Aadmi
- 1970: Gopi
- 1971: Guddi (Cameo-Auftritt)
- 1972: Koshish
- 1974: Naya Din Nai Raat
- 1981: Kranti
- 1982: Shakti
- 1982: Vidhaata
- 1984: Mashaal
- 1986: Karma
- 1989: Kanoon Apna Apna
- 1991: Saudagar
- 1998: Qila